# Palais zur Artischocke

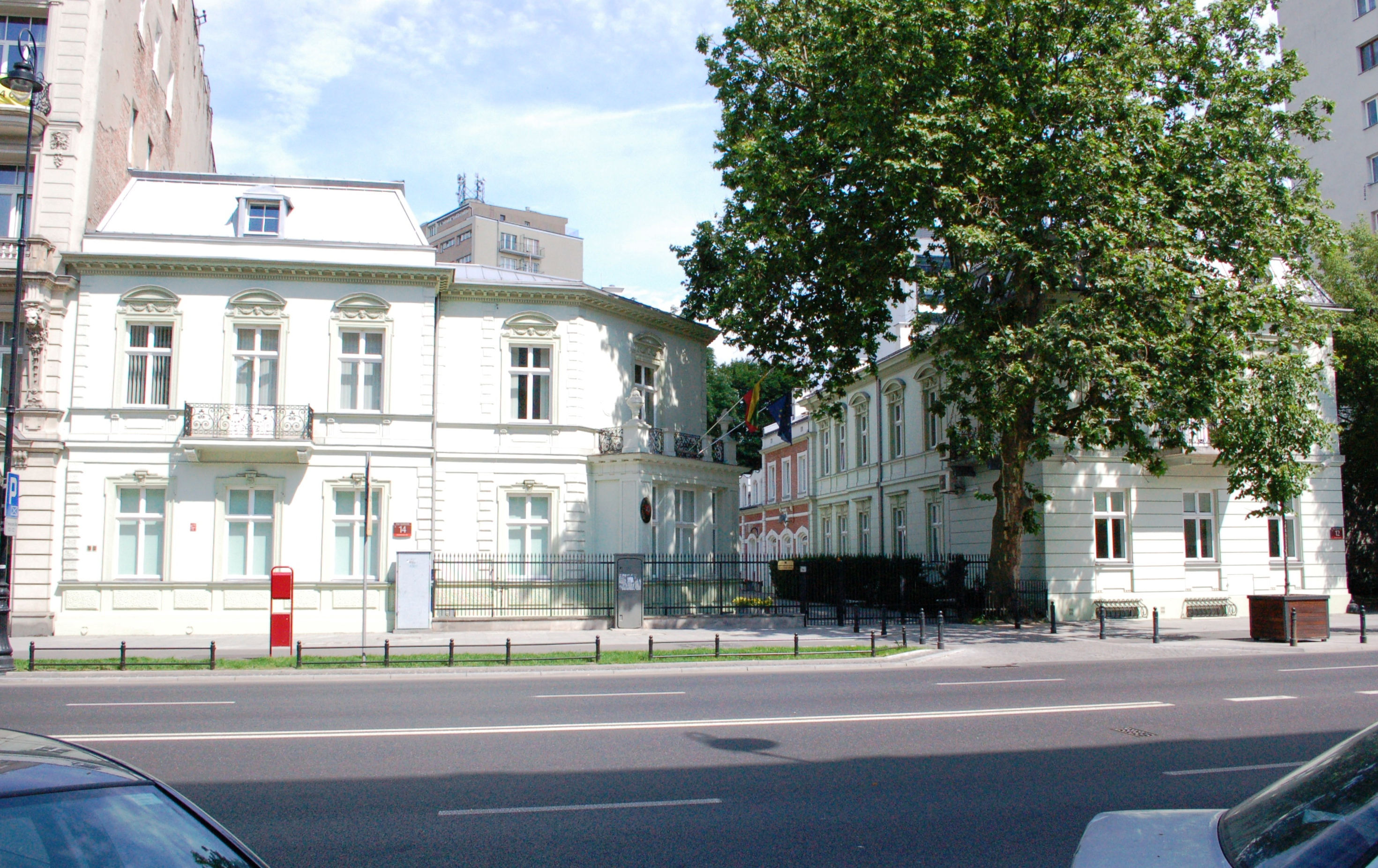
Das zweigeschossige Palais mit seinem Nebengebäude von den Aleje Ujazdowskie aus

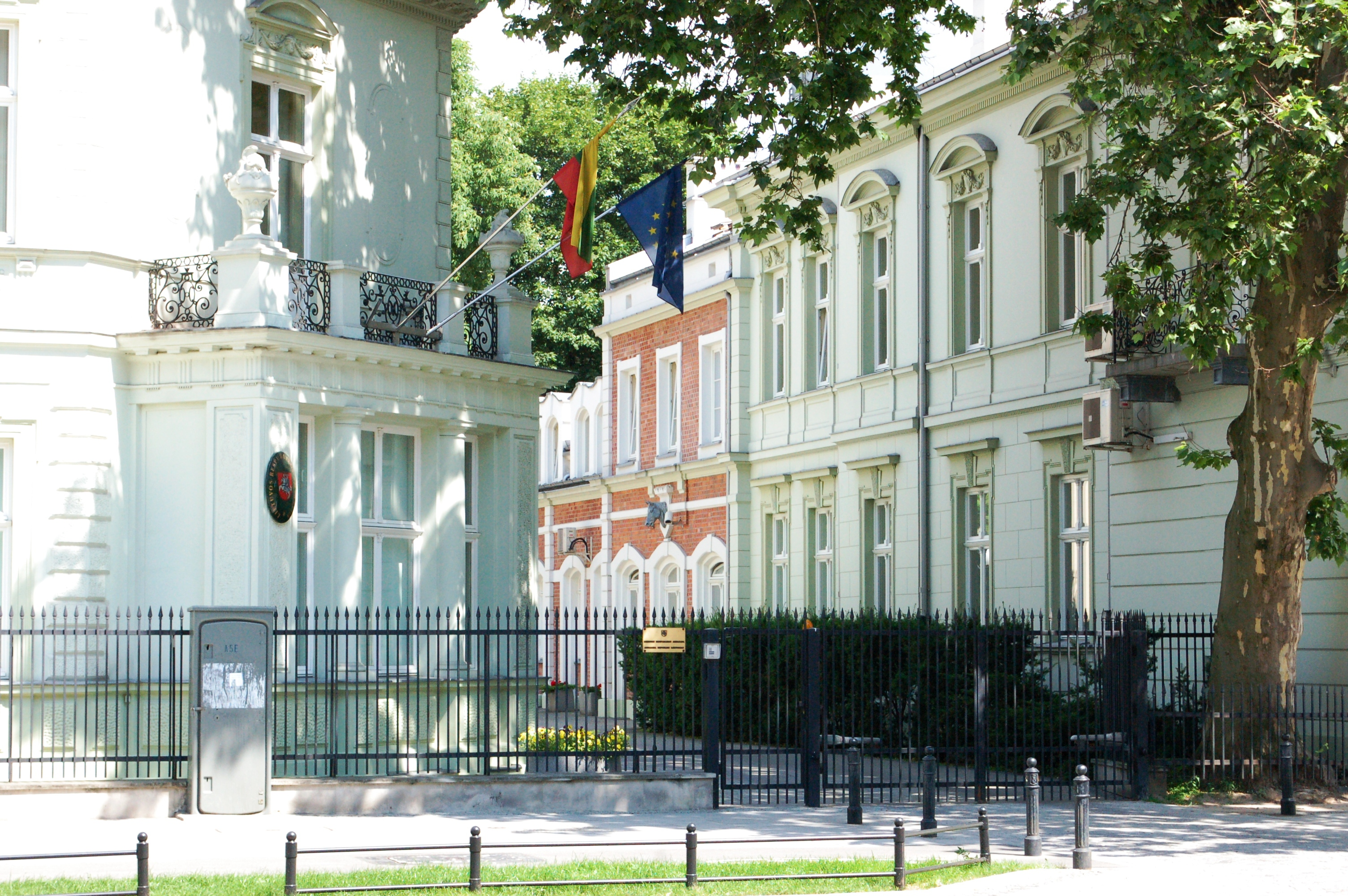
Die Zufahrt zum Innenhof; erkennbar die verschiedenen Baustile des Nebengebäudes

Das Palais zur Artischocke (auch Palais Marconi genannt, im poln. Pałac pod Karczochem) liegt am historischen Teil des Warschauer Königswegs in den Aleje Ujazdowskie 12/14 (Innenstadtdistrikt). Heute befindet sich in der denkmalgeschützten, ehemaligen Residenz die Botschaft Litauens.

## Geschichte
Ursprünglich befand sich an Stelle des heutigen Gebäudeensembles ein kleiner Park mit einem Gartenpavillon, dessen Dach von einer Artischocke gekrönt war; der Name blieb auch zukünftig erhalten. Dieser Pavillon gehörte Simon Gottlieb Zug, der ihn auch selber entworfen hatte. Im Jahr 1844 war der Krakauer Beamte Jan Sokołowski Eigentümer des Anwesens. In seinem Auftrag entstand der von Antonio Corazzi entworfene Palais im neugotischen Stil.
Nach dem Tode Sokołowskis im Jahr 1855 fiel das Objekt an seine Tochter, die es veräußerte. Nach einem weiteren Verkauf wurde Tekla Zbijewska 1863 Besitzerin des Palais. Sie vermietete es an die Ärzte Ropowicz und Bernard, die im Gebäude eine renommierte Frauenklinik einrichteten.
Nachfolgende Eigentümer waren Jan Bagniewski (1879) und Ludwik Jaroszyński (1882). Letzterer ließ unter der Leitung von Bronisław Brodzic-Żochowski Modernisierungsarbeiten an der Residenz ausführen. Auf einer Auktion erwarb der Warschauer Unternehmer Henryk Marconi (ein Sohn des gleichnamigen Architekten Enrico Marconi) im Jahre 1884 das Palais. Er ließ es in den Jahren 1884 bis 1886 von seinem Bruder Leandro Marconi im eklektischen Stil umbauen, wobei einige neugotische Teile der ursprünglichen Ausgestaltung – bis heute – erhalten blieben. Als Henryk Marconi 1921 starb, fiel das Anwesen zunächst an seine Erben.
Im Zweiten Weltkrieg wurde das Objekt nur wenig zerstört. Nach Instandsetzung diente es als Botschaftsgebäude der Demokratischen Volksrepublik Korea und der Mongolischen Volksrepublik. Heute ist es Sitz der Botschaft der Republik Litauen in Warschau. Das Palais gehört der Familie des im Jahr 2010 tödlich verunglückten Politikers Stanisław Jerzy Komorowski.